# بن کرنشاو
بن کرنشاو (انگلیسی: Ben Crenshaw؛ زادهٔ ۱۱ ژانویهٔ ۱۹۵۲) یک گلف‌باز اهل ایالات متحده آمریکا است.